# Romiley
Romiley – miasto w Anglii, w hrabstwie Wielki Manchester, w dystrykcie metropolitalnym Stockport. Leży 4,6 km od miasta Stockport, 12,9 km od miasta Manchester i 251,3 km od Londynu. W 2001 roku miasto liczyło 13 703 mieszkańców. Romiley jest wspomniana w Domesday Book (1086) jako Rumilie.